# اولین تولد (فیلم ۲۰۰۷)
اولین تولد (به انگلیسی: First Born) فیلمی محصول سال ۲۰۰۷ و به کارگردانی ایساک وب است. در این فیلم بازیگرانی همچون الیزابت شو، استیون مکینتاش و کندی الکساندر ایفای نقش کرده‌اند.